# Miconia tamana
Miconia tamana är en tvåhjärtbladig växtart som beskrevs av John Julius Wurdack. Miconia tamana ingår i släktet Miconia och familjen Melastomataceae. Inga underarter finns listade i Catalogue of Life.